# Mutukura (periodiskt vattendrag i Kayanza)
Mutukura är ett periodiskt vattendrag i Burundi.   Det ligger i provinsen Kayanza, i den centrala delen av landet, 50 km nordost om huvudstaden Bujumbura.
Omgivningarna runt Mutukura är en mosaik av jordbruksmark och naturlig växtlighet. Runt Mutukura är det tätbefolkat, med 297 invånare per kvadratkilometer.